# آرسنیت پتاسیم
آرسنیت پتاسیم (به انگلیسی: Potassium arsenite) با فرمول شیمیایی AsKO۲ یک ترکیب شیمیایی با شناسه پاب‌کم ۶۱۶۱۶ است. که جرم مولی آن ۱۴۶٫۰۱۹ می‌باشد. شکل ظاهری این ترکیب، جامد بی رنگ است.